# (72596) Zilkha
(72596) Zilkha (2001 FF9) – planetoida z grupy pasa głównego asteroid okrążająca Słońce w ciągu 3,72 lat w średniej odległości 2,4 au. Odkryta 21 marca 2001 roku.